# Torre Eurosky
La Torre Eurosky es un rascacielos de Roma, el edificio más alto en la ciudad y uno de las torres residenciales más altas de Italia.
Fue diseñada por el arquitecto Franco Purini y ubicada en Torrino, zona residencial adyacente al Esposizione Universale Roma (EUR). Está inspirada en las torres medievales que se pueden encontrar en el centro de la ciudad, entre las que destaca la Torre de las Milicias.